# Harry Herrmann
Harry Herrmann  (Berlín, 27 de mayo de 1909 - Altenstadt, 12 de marzo de 1995) fue un oficial alemán y posteriormente coronel  en la Bundeswehr .

## Vida
Harry Herrmann se unió a la Schutzpolizei en 1929 y fue asignado a la escuela de policía en Potsdam-Eiche en 1934/35. Ahí fue ascendido más tarde a teniente .
En la escuela de paracaidistas en Stendal participó en el curso de tiradores de paracaídas y se unió a la fuerza aérea Wehrmacht . En 1937 se convirtió en ayudante de batallón y en 1939 en inspector de la escuela de paracaidistas. El 1 de agosto de 1939 Herrmann se convirtió en Ordonnanzoffizier en el estado mayor de la  7.º División de Aviación . Con la división participó en el ataque aéreo a la fortaleza de Holanda.
Como primer teniente y jefe de la 5.ª Compañía del Regimiento de Paracaidistas 1 de la 7.ª División Flieger, recibió la Cruz de Caballero de la Cruz de Hierro el 9 de julio de 1941 por su liderazgo en batalla aérea por Creta, la Cruz de Caballero de la Cruz de Hierro . Mientras saltaba como paracaidista, recibió un golpe en la cabeza cerca de Heraklion y se quedó ciego por un corto tiempo. Sin embargo, Herrmann dirigió con éxito el ataque. Fue jefe de compañía desde junio de 1940. Ascendido a capitán y comandante de compañía en el Regimiento de Entrenamiento de Paracaidistas 1.
A partir de febrero de 1944 se estableció en el Regimiento de Entrenamiento de Paracaidistas con dos batallones como comandante, que pasó a llamarse Regimiento de Entrenamiento de Paracaidistas 21 en junio de 1944. Sufrió grandes pérdidas en la lucha por Arnhem y Roermond como parte de la Operación Market Garden.
Desde el 4 de septiembre de 1944 hasta el 1 de octubre de 1944, Herrmann fue asignado brevemente al mando de la 6.ª División de Paracaidistas como teniente coronel . Durante la Operación Market Garden, el regimiento fue utilizado como Kampfgruppe que existió hasta marzo de 1945 y fue reclasificado a la Brigada de Caza de Tanques Paracaidistas En 1945, fue ascendido a coronel.
El 19 de abril de 1945 Herrmann fue el último comandante del  9.º División de paracaidistas que luchó en la Batalla de Berlín. Al final de la guerra fue prisionero por los soviéticos durante 10 años.
A principios de mayo de 1957,  Herrmann fue coronel en el ejército y jefes de departamento de las tropas aerotransportadas en oficina del ejército. Esta posición existió solo bajo él y luego fue reorganizada. En octubre de 1959, fue subcomandante de la 1.ª División Aerotransportada y fue reemplazado por el general de brigada Oscar Alfred Berger . Desde el 1 de octubre de 1962 hasta el 30 de septiembre de 1967 fue sucedido por el coronel Walter Gericke, comandante de la Escuela de Transporte Aéreo y Aerotransportado . Luego se retiró.

## Libros
- Henrik Eberle, Matthias Uhl : El libro Hitler, 2005.